# Aconitum consanguineum
Aconitum consanguineum là một loài thực vật có hoa trong họ Mao lương. Loài này được Vorosch. mô tả khoa học đầu tiên năm 1978.